# Maisoncelles-en-Gâtinais
Maisoncelles-en-Gâtinais település Franciaországban, Seine-et-Marne megyében. Lakosainak száma 139 fő (2022. január 1.). Maisoncelles-en-Gâtinais Aufferville, Bougligny, Chenou és Mondreville községekkel határos.

## Népesség
A település népességének változása:
| Lakosok száma | 128  | 130  | 132  | 133  | 134  | 134  | 137  | 137  | 139  |
|               | 2013 | 2015 | 2016 | 2017 | 2018 | 2019 | 2020 | 2021 | 2022 |